# Tulo (woreda, Oromia)
Pour l’article homonyme, voir Tulo (RNNPS).
Tulo est un woreda de la région Oromia, en Éthiopie.
Le woreda compte 147 384 habitants en 2007.
Sa principale ville est Hirna.

## Situation
|               | Doba   |                                   |
| Chiro Zuria   | Tulo   | Deder (zone Misraq Hararghe)      |
| Gemechis (en) | Mesela | Malka Balo (zone Misraq Hararghe) |

Situé dans la zone Mirab Hararghe (Ouest Hararghe) de la région Oromia, le woreda comprend deux localités urbaines, Hirna et Debaso, qui sont desservies toutes deux par la route Awash-Harar. La ville de Hirna est à une cinquantaine de kilomètres au nord-est de Chiro/Asebe Teferi, à près de 1 800 m d'altitude ; le bourg de Debaso (ou Debeso) étant à mi-chemin entre les deux villes et à plus de 2 000 m d'altitude,.
Le woreda appartient au bassin versant du Chébéli[réf. souhaitée].

## Démographie
D'après le recensement national de 2007 réalisé par l'Agence centrale de statistique d'Éthiopie, le woreda compte 147 384 habitants et 9,3% de la population est urbaine.
La population urbaine comprend 11 650 habitants à Hirna et 2 118 habitants à Debaso.
La majorité des habitants (78,7%) sont musulmans tandis que 20,2% sont orthodoxes.
Avec une superficie de 423,6 km2[réf. souhaitée], le woreda a en 2007 une densité de population de 348 personnes par km2 ce qui est supérieur à la moyenne de la zone.
En 2020, la population est estimée (par projection des taux de 2007) à 194 064 personnes.